# TRAPPIST
Малий телескоп спостереження за планетами та планетезималями (англ. Transiting Planets and Planetesimals Small Telescope–South, скорочено TRAPPIST) - бельгійський роботичний телескоп, що розташований у чилійських горах в обсерваторії Ла-Сілья, що розпочав роботу у 2010 році. Телескоп названо на честь бельгійського Ордену Траппістів, які знамениті своїм екслюзивним пивом.
TRAPPIST контролюється із бельгійського міста Льєж, хоча деякі функції виконує автономно. Це телескоп-рефлектор діаметром 0,60 м. Він розташований у куполі, в якому раніше знаходився Swiss T70 telescope.
Телескоп було збудовано спільними зусиллями Льєзького університету (Бельгія) та Женевської обсерваторії (Швейцарія). Головними завданнями телескопу є пошук комет та екзопланет.
У листопаді 2010 це був один із небагатьох телескопів, які спостерігали зоряне покриття карликової планети Ериди, яке дало змогу виявити, що вона менша за Плутон. Також у за допомогою TRAPPIST спостерігали покриття Макемаке, коли ця карликова планета проходила перед зорею NOMAD 1181-0235723.
Команда астрономів, очолювана Мікаелем Жийоном з Інституту астрофізики та геофізики Льєзького університету використали телескоп, аби спостерігати за ультрахолодним карликом 2MASS J23062928-0502285, зараз також відомим під назвою TRAPPIST-1. Їм вдалося виявити на орбіті цієї зорі сім екзопланет, серед яких три знаходяться у придатній для життя зоні or just outside of it. Результати дослідження були оприлюднені у журналі Nature у травні 2016 та лютому 2017.

## Галерея

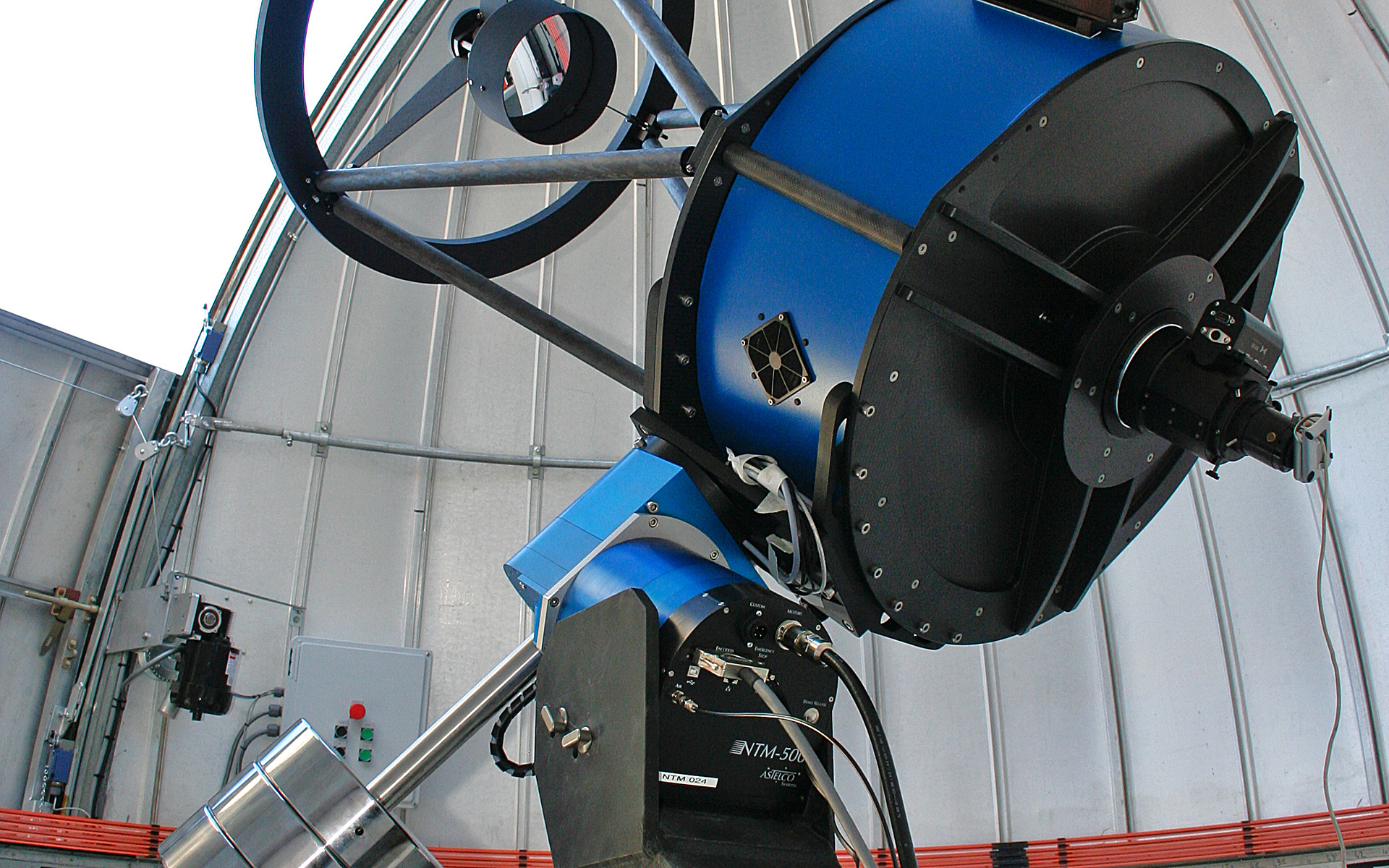
60-сантиметровий телескоп TRAPPIST оперується з бельгійського міста Льєж за 12000 кілометрів від нього.
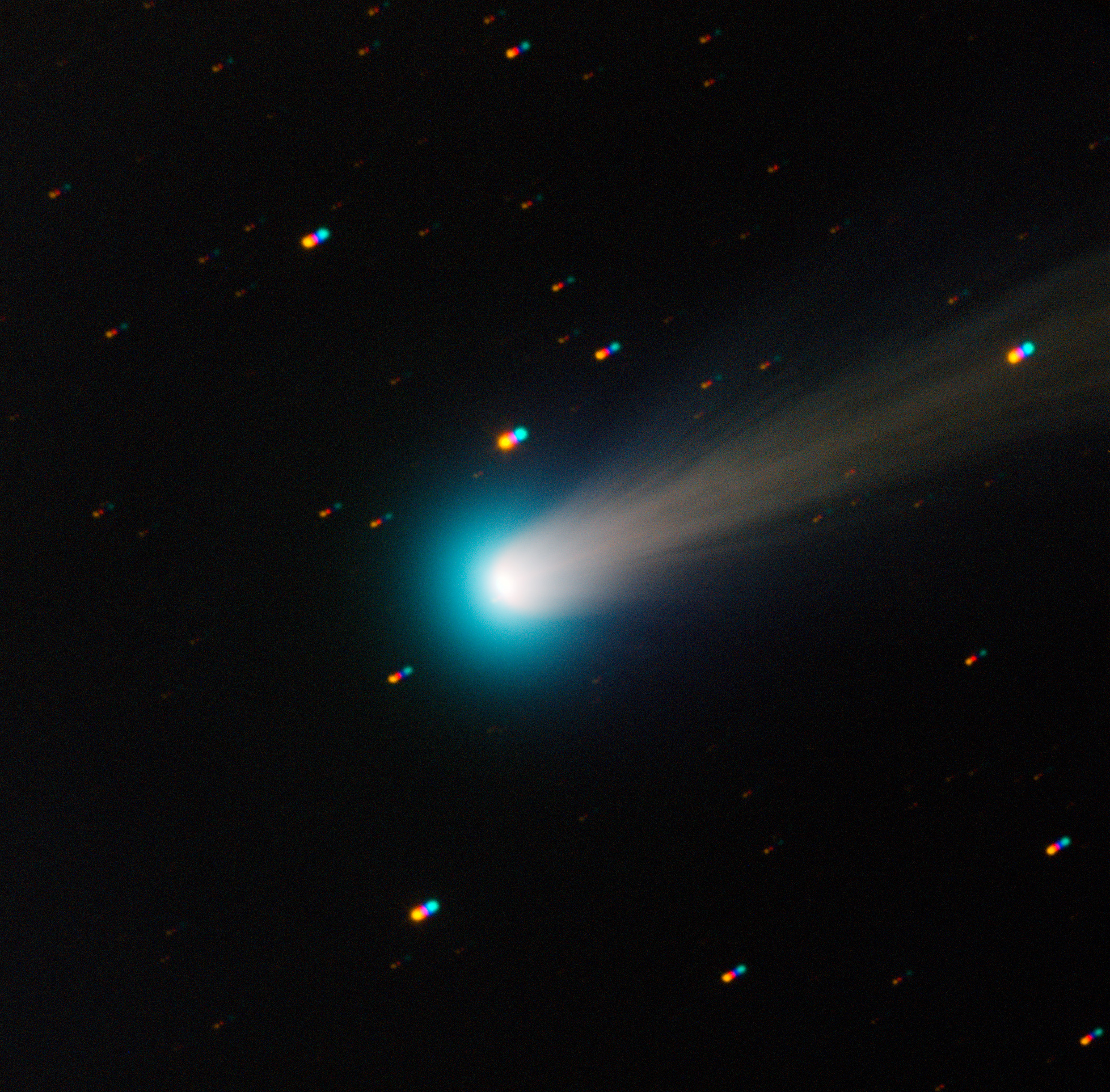
Комета ISON була помічена телескопом TRAPPIST, а за декілька днів була знищена
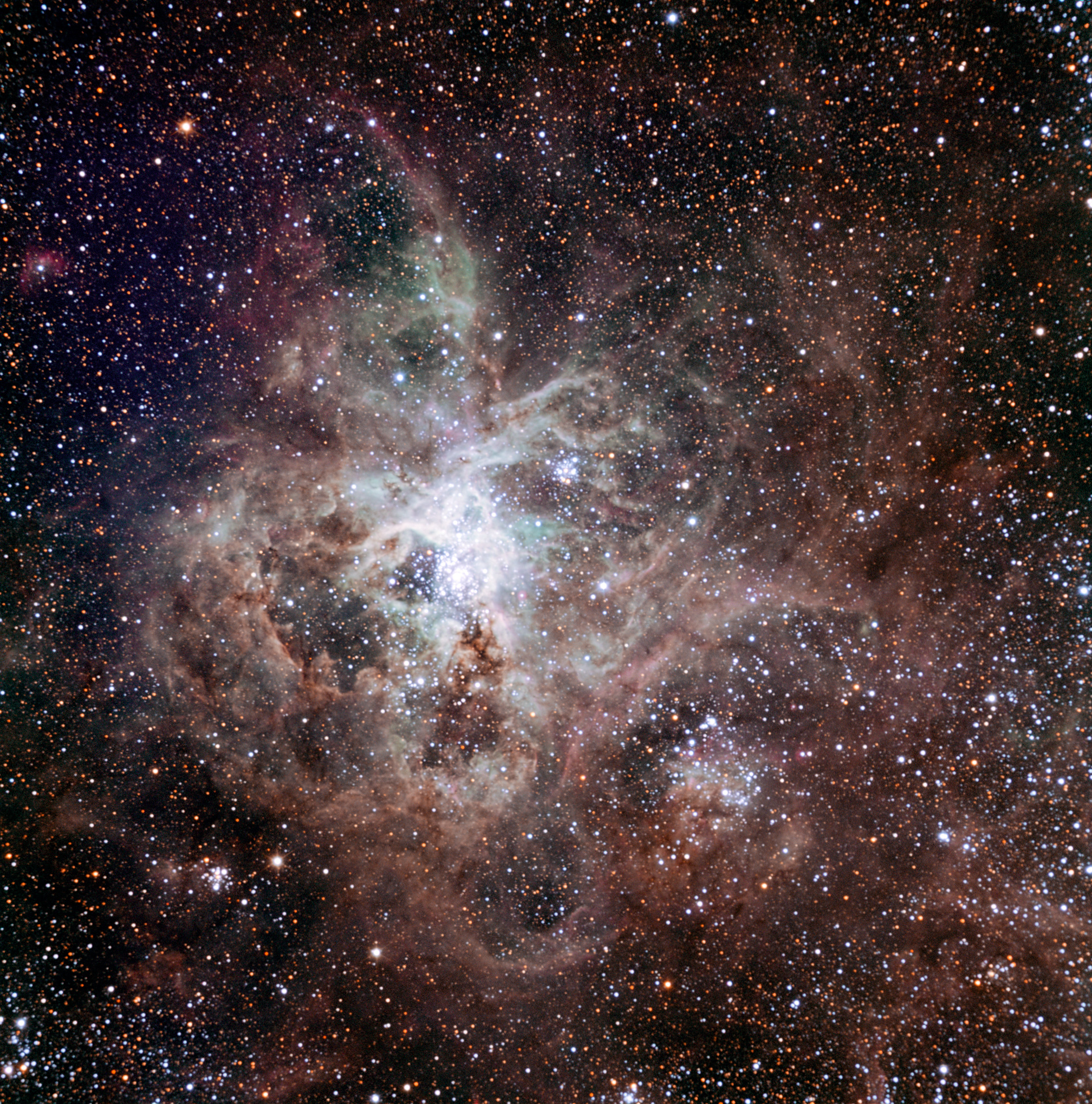
Перша фотографія Туманності тарантула, зроблена телескопом у 2010 році